# Башта храму (фільм, 1930)
«Башта храму» (англ. Temple Tower) — американський кримінальний фільм режисера Дональда Галлахера 1930 року.

## У ролях
- Кеннет Маккенна — Капітан Х'ю «Бульдог» Драммонд
- Марселін Дей — Патрісія Верней
- Генрі Б. Волтхолл — Блектон
- Сіріл Чадвік — Пітер Даррелл
- Пітер Гоуторн — Марчевс
- Іван Лінов — Гаспар
- Френк Леннінг — соловей
- Йорк Шервуд — констебль Маггінс